# Edouard Myin
Eduardus Cornelius Raymundus (Edouard) Myin (Antwerpen, 28 september 1863 - Brugge, 7 maart 1931) was een Belgisch schutter.

## Levensloop
Myin nam deel aan de Olympische Zomerspelen van 1900 te Parijs in vijf disciplines van het onderdeel 'vrij geweer, 300 meter'. Vanuit 'liggende positie' werd hij 13e, 'staand' werd hij 21e en vanuit 'geknielde houding' 29e. In het onderdeel 'drie posities' werd hij 23e. Met het Belgisch team (voorts bestaande uit Paul Van Asbroeck, Jules Bury, Joseph Baras en Charles Paumier du Verger werd hij in 'drie posities' laatste (6e).
Daarnaast won hij vier medailles op de wereldkampioenschappen. Individueel behaalde hij zilver op het WK van 1905 te Brussel in het onderdeel '300 meter, knielend'. Met het Belgisch team won hij tweemaal zilver (1905 te Brussel en 1907 te Zürich) en eenmaal brons (1906 te Milaan) in het onderdeel '300 meter, drie posities'.
Myin was voorzitter van de Antwerpsche Vrijschutters. Beroepsmatig was hij kleermaker bij de Genie.